# Stephanoceros
Stephanoceros is een geslacht van raderdiertjes uit de familie van de Collothecidae.

## Soorten
- Stephanoceros fimbriatus (Goldfuß, 1820)
- Stephanoceros glacialis Perty, 1849
- Stephanoceros millsii (Kellicott, 1885)
- Stephanoceros vulgaris Oken, 1835